# Valentín Prieto
Valentín Prieto Cantoral (León, España, 1 de julio de 1995) es un futbolista español que se desempeña como delantero. Actualmente juega en el Club Deportivo Ebro de la Segunda División RFEF. 

## Trayectoria
Se ha formado en las categorías inferiores de la Cultural y Deportiva Leonesa.
Ha pasado por clubes como el CF Salmantino, el Atlético Astorga y el Moralo CP.
El 4 de julio de 2018, llega libre al Zamora Club de Fútbol firmando por 1 temporada. El 26 de enero de 2021 rescindió el contrato que tenía hasta final de la temporada 2020-21 tras los pocos minutos jugados, pero en los que consiguió un gol en la segunda jornada.
El 28 de enero de 2021 firmó hasta final de temporada con el CF Villanovense de Segunda División B.
El 16 de junio de 2021 firmó con el Club Deportivo Toledo.

## Clubes
| Club                 | País   | Año       |
| -------------------- | ------ | --------- |
| Cultural Leonesa "B" | España | 2014-2017 |
| C.F. Salmantino      | España | 2017-2018 |
| Atlético Astorga     | España | 2018      |
| Moralo C.P.          | España | 2018-2019 |
| Zamora C.F.          | España | 2019-2021 |
| C.F. Villanovense    | España | 2021      |
| c.D. Toledo          | España | 2021-2022 |
| C.D. Ebro            | España | 2022-Act. |